# Camponotus frontalis
Camponotus frontalis é uma espécie de inseto do gênero Camponotus, pertencente à família Formicidae.